# Château d'Échandelys
Le château d'Échandelys est un château situé à Échandelys dans le département français du Puy-de-Dôme, en région Auvergne-Rhône-Alpes.

## Historique
L’édifice, de plan en U, comprend une aile nord d’origine médiévale remaniée à la fin du XVIIIe siècle, tandis que les ailes sud et ouest datent de la même période, et que la façade est a été reprise au XIXe siècle.

### Protection
Le château est inscrit partiellement au titre des monuments historiques par arrêté du 29 décembre 1978.

## Description
L’intérieur conserve des décors stuqués du XVIIIe siècle dans trois pièces du rez-de-chaussée (salle à manger, salon, bureau à alcôve) ainsi qu’une chambre Empire au deuxième étage.